# 21-й спеціальний моторизований полк міліції ВВ (СРСР)
21-й спеціальний моторизований полк міліції (21 СМПМ, в/ч 5461) — з'єднання Внутрішніх військ МВС СРСР, що існувало у 1966—1992 роках. Місце дислокації — м.Сімферополь.
Після розпаду СРСР у 1992 році на базі полку було сформовано 9-й полк НГУ (в/ч 4109).

## Історія
В 50-ті роки у Сімферополі було створено окрему роту внутрішньої та конвойної охорони, що підпорядковувалась Управлінню внутрішніх військ МВС СРСР по Українській та Молдавській РСР. Першим командиром якої став старший лейтенант Деркач Віктор Григорович.
У 1968 році у місті Сімферополь був створений 41 окремий батальйон міліції. Відповідно з наказом МВС СРСР в місті Сімферополь з 10 серпня 1988 року почалось формування 21 спеціального моторизованого полку міліції МВС СРСР. У цей період структура полку складалася з чотирьох патрульних рот, патрульної роти на автомобілях та роти матеріально-технічного забезпечення загальною чисельністю 600 осіб. У 1989-1990 роках особовий склад полку брав участь у підтриманні громадського порядку під час масових заворушень у містах Сухумі Грузинської РСР та Баку Азербайджанської РСР.
Основою формування полку являвся особовий склад 41 окремого спеціального моторизованого батальйону міліції МВС СРСР, інші батальйони міліції військ України і 5-й батальйон військової частини 3031.
Наказом командувача НГУ від 2 січня 1992 року на базі 21 СМПМ Внутрішніх військ МВС СРСР сформовано 9-й полк НГУ (в/ч 4109), який увійшов до складу 3-ї Південної дивізії.

## Командування
1988 - 1992 - полковник Кодін Володимир Іванович